# دهستان شهرآباد (فیروزکوه)
دهستان شهرآباد (فیروزکوه) نام دهستانی در بخش مرکزی شهرستان فیروزکوه، استان تهران در ایران است. براساس سرشماری مرکز آمار ایران در سال ۱۳۸۵، جمعیت آن ۳۷۸۵ نفر (۱۰۷۹ خانوار) بوده‌است.